# 井草真言

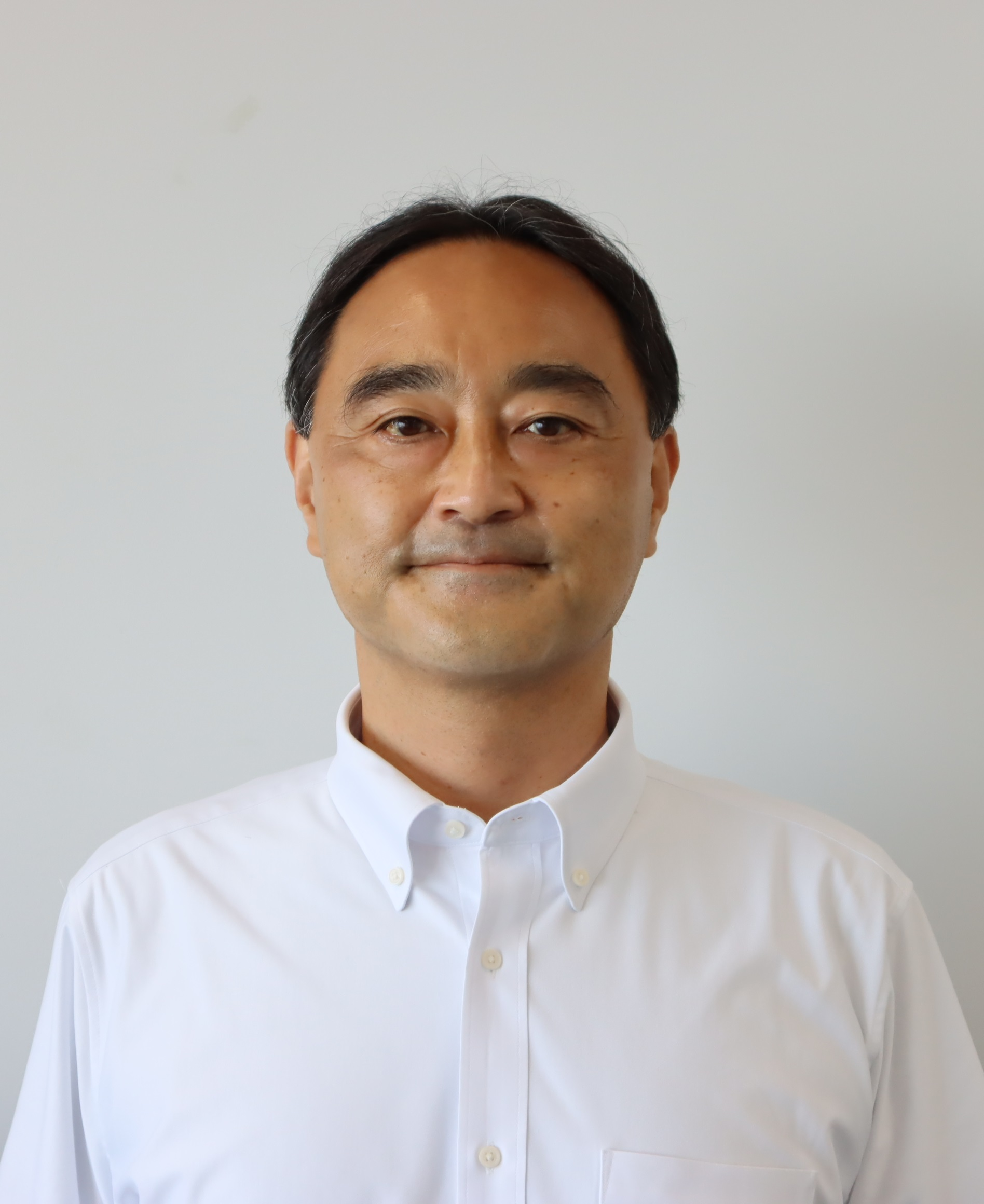
防衛省統合幕僚監部ホームページより

井草 真言（いぐさ まこと）は、日本の防衛官僚。東京大学法学部卒（1995年〈平成7年〉）。内閣衛星情報センター分析部管理課長、防衛省人事教育局厚生課長、内閣官房副長官補付内閣参事官（防衛担当）等を経て、2022年7月より、統合幕僚監部首席参事官を務める。

## 略歴
- 2014年（平成26年）7月 - 防衛省大臣官房付、内閣府大臣官房総務課企画官（国際平和協力本部事務局）、内閣官房国家安全保障局
- 2015年（平成27年）10月 - 防衛省情報本部
- 2017年（平成29年）8月 - 内閣官房内閣情報調査室 内閣衛星情報センター分析部管理課長[2]
- 2019年（令和元年）7月 - 防衛省人事教育局厚生課長
- 2020年（令和2年）8月 - 防衛省大臣官房付、内閣官房副長官補付内閣参事官（防衛担当）[3]
- 2022年（令和4年）7月 - 防衛省統合幕僚監部首席参事官